# Охта Томоко
Томоко Охта (яп. 太田 朋子, Ōta Tomoko, нар. 7 вересня 1933, Мійосі (Айті), Японія) — японська вчена і почесна професорка Національного інституту генетики.

## Освіта
Томоко Охта народилася поблизу Нагої і виросла в Мійосі-чо в префектурі Айчі. Відвідувала молодшу середню школу, захопилася математикою та фізикою. Після закінчення середньої школи вступила до університету Нагоя. Вона перевелася на факультет сільського господарства Токійського університету та отримала спеціалізацію садівництво. У 1956 році Охта закінчила факультет сільського господарства Токійського університету.
У 1962 році вступила до аспірантури в Державному університеті Північної Кароліни за підтримки стипендії Фулбрайта. Спочатку працювала над цитогенетикою рослин, але переключила свою увагу на популяційну генетику. Потім працювала над проблемами стохастичної популяційної генетики. Охта здобула ступінь доктора філософії.

## Кар'єра
Повернувшись до Японії в 1967 році, Охта отримала посаду доктора наук у Японському національному інституті генетики (NIG) під керівництвом Мотоо Кімури, єдиного на той час теоретичного популяційного генетика в Японії. Пізніше Охту підвищили на посаду дослідника в Національному інституті генетики, де вона залишалася з 1969 по 1996 рік. У квітні 1984 року Охта стала професором кафедри популяційної генетики NIG. З 1989 по 1991 рік працювала віцедиректором Національного інституту генетики.

## Дослідження
На початку 1960-х років генетичні теорії про природний відбір припускали, що успадковані мутації або шкідливі та будуть видалені з популяції, або корисні та передадуться майбутнім особинам у популяції.
Охта переконалася, що поділ на хороші, нейтральні та шкідливі мутації є простою моделлю, щоб пояснити спостережувані дані. Вона висунула теорію, що нейтральні мутації відіграють важливу роль в еволюціїЇї теорія поставила під сумнів позицію наставника Кімури, але вони змогли жорстоко сперечатися і все ж зберегти дружбу.
Теорія Охти про шкідливі фіксації запровадила новий клас моделей фіксації походження з метою пояснення спостережених даних. Охта також досліджувала роль випадковості та чисельності населення. Вона показала, що розмір популяції важливий для визначення того, чи можуть поширюватися оптимальні варіанти.
Коли Охта опублікувала свою теорію, їй було важко привернути увагу наукової спільноти. Підтверджуючі дані про еволюцію білка були послідовно зібрані в 1990-х роках.

## Відзнаки
Робота Охти в галузі молекулярної еволюції отримала міжнародне визнання.
- 1981 — Перша премія Сарухаші
- 1984 — міжнародний почесний член Американської академії мистецтв і наук[8]
- 1986 — Спеціальна премія Avon для жінок, Avon Японія
- 1986 — Меморіальна премія Велдона, Оксфордський університет
- 2002 — Заслужена особа культури, Імператор Японії[9]
- 2015 — Крафордська премія Шведської королівської академії наук
- 2016 — Орден Культури, Імператор Японії[10]

### Книги
- Kimura, Motoo; Ohta, Tomoko (1971). Theoretical aspects of population genetics. Princeton, NJ: Princeton Univ. Press. ISBN 9780691080987.
- Ōta, Tomoko (1980). Evolution and variation of multigene families. Berlin: Springer-Verlag. ISBN 978-3-540-09998-7.
- Ohta, ред. (1985). Population genetics and molecular evolution: papers marking the sixtieth birthday of Motoo Kimura. Tokyo: Japan Scientific Societies Press. ISBN 978-0387155845.

### Статті
- Kimura, M.; Ota, T. (1971). On the rate of molecular evolution. Journal of Molecular Evolution. 1 (1): 1—17. Bibcode:1971JMolE...1....1K. doi:10.1007/BF01659390. ISSN 0022-2844. PMID 5173649.
- Ota, T.; Kimura, M. (1971). On the constancy of the evolutionary rate of cistrons. Journal of Molecular Evolution. 1 (1): 18—25. Bibcode:1971JMolE...1...18O. doi:10.1007/BF01659391. ISSN 0022-2844. PMID 4377445.
- Kimura, M.; Ohta, T. (12 лютого 1971). Protein polymorphism as a phase of molecular evolution. Nature. 229 (5285): 467—469. Bibcode:1971Natur.229..467K. doi:10.1038/229467a0. ISSN 0028-0836. PMID 4925204.
- Ohta, Tomoko (November 1973). Slightly Deleterious Mutant Substitutions in Evolution. Nature (англ.). 246 (5428): 96—98. Bibcode:1973Natur.246...96O. doi:10.1038/246096a0. ISSN 1476-4687. PMID 4585855.
- Kimura, Motoo; Ohta, Tomoko (1 липня 1974). On Some Principles Governing Molecular Evolution. Proceedings of the National Academy of Sciences. 71 (7): 2848—2852. Bibcode:1974PNAS...71.2848K. doi:10.1073/pnas.71.7.2848. PMC 388569. PMID 4527913.
- Ohta, T. (1977). Extension to the neutral mutation random drift hypothesis. У Kimura, M. (ред.). Molecular evolution, protein polymorphism and the neutral theory. Mishima: National Institute of Genetics. с. 148—167.
- Ohta, T. (May 1982). Linkage disequilibrium with the island model. Genetics. 101 (1): 139—155. doi:10.1093/genetics/101.1.139. ISSN 0016-6731. PMC 1201847. PMID 17246079.[11]
- Ohta, T.; Tachida, H. (September 1990). Theoretical Study of near Neutrality. I. Heterozygosity and Rate of Mutant Substitution. Genetics. 126 (1): 219—229. doi:10.1093/genetics/126.1.219. ISSN 0016-6731. PMC 1204126. PMID 2227381.
- Ohta, Tomoko (November 1992). The Nearly Neutral Theory of Molecular Evolution. Annual Review of Ecology and Systematics (англ.). 23 (1): 263—286. doi:10.1146/annurev.es.23.110192.001403. ISSN 0066-4162.
- Ohta, Tomoko; Gillespie, John H. (April 1996). Development of Neutral and Nearly Neutral Theories. Theoretical Population Biology. 49 (2): 128—142. doi:10.1006/tpbi.1996.0007. PMID 8813019.
- Ohta, Tomoko (10 грудня 2002). Near-neutrality in evolution of genes and gene regulation. Proceedings of the National Academy of Sciences of the United States of America. 99 (25): 16134—16137. Bibcode:2002PNAS...9916134O. doi:10.1073/pnas.252626899. PMC 138577. PMID 12461171.
- Ohta, T. (2007). Drift and Selection in Evolving Interacting Systems. У Bastolla (ред.). Structural Approaches to Sequence Evolution. Biological and Medical Physics, Biomedical Engineering. Berlin/Heidelberg: Springer. с. 285–298. doi:10.1007/978-3-540-35306-5_13. ISBN 9783540353065.
- Ohta, Tomoko (2012), Tomoko Ohta (PDF), Current Biology, 22 (16): R618—R619, doi:10.1016/j.cub.2012.06.031, PMID 23082325